# Armen Mkrtčjan
Armen Mkrtčjan, arménsky Արմեն Մկրտչյան (* 6. říjen 1973, Vedi) je bývalý arménský zápasník.
Na olympijských hrách v Atlantě roku 1996 vybojoval stříbrnou medaili ve volném stylu, v muší váze (do 48 kilogramů). Ve finále prohrál s obhájcem zlata, Severokorejcem Kim Il-ongem 5:4 na body. Má též bronz z mistrovství světa v Atlantě z roku 1995 a tři medaile z mistrovství Evropy: zlato z Říma 1994, stříbro z Budapešti 1996 a bronz z Budapešti 2001, kde poprvé zabodoval v těžší váhové kategorii (do 54 kg).
V Arménii získal roku 1996 titul Zasloužilého mistra sportu.